# Punk's Not Dead
Punks Not Dead es el álbum debut de la banda de punk rock The Exploited, estrenado en 1981 por Secret Records. Vigorosamente de la clase obrera y leal a los primeros impulsos del movimiento punk de 1976, el álbum fue una reacción a las críticas que decían: el género había muerto, y en contra de las tendencias populares, tales como el new wave y el post-punk. Contiene el sencillo doble: "Army Life/Fuck the Mods" y después le sigue:  "I Believe in Anarchy". "Army Life" detalla las experiencias de Wattie Buchan cuando era soldado raso de 17 años haciendo el servicio militar (la mili) en Belfast a finales de 1970; "Fuck the Mods" refleja la ira sentida por muchos Oi! y skinheads-punks que veían en aquel tiempo como se cambiaban de moda abandonando el sentimiento original del movimiento.
Poco después, The Exploited se embarca en la gira Apocalypse Now Tour junto a Discharge, Infa Riot, Anti Pasti, Chron Gen y Anti-Nowhere League, gira que recorre el Reino Unido poniendo de nuevo en el tapete al ya dado por muerto movimiento punk y marcando en mayor o menor medida un hito dentro del UK82. Por lo mismo surgiría un renovado interés por parte de los medios y sellos discográficos en el punk, no como había sido en la primera oleada del punk que estuvo marcada por grupos fichando en grandes casas diqueras, apariciones en las noticias y frecuentes menciones en los periódicos, sino más bien interés local y de sellos independientes cuando no derechamente autoproducidos surgiendo por doquier (Secret, Pax, Riot City, Mortarhate, Clay, Rondelet, entre otros). Es también 1981 el año que ve a la banda embarcarse en giras fuera de Gran Bretaña: Francia, Alemania, Holanda y Suecia son visitados por The Exploited.

## Temas
| N.º | Título                 | Duración |  |
| 1.  | «Punk's Not Dead»      | 1:51     |  |
| 2.  | «Mucky pup»            | 1:42     |  |
| 3.  | «Cop Cars»             | 1:52     |  |
| 4.  | «Free Flight»          | 3:35     |  |
| 5.  | «Army Life»            | 2:37     |  |
| 6.  | «Blown to Bits»        | 2:40     |  |
| 7.  | «Sex & Violence»       | 5:11     |  |
| 8.  | «SPG»                  | 2:07     |  |
| 9.  | «Royalty»              | 2:07     |  |
| 10. | «Dole Q»               | 1:51     |  |
| 11. | «Exploited Barmy Army» | 2:28     |  |
| 12. | «Ripper»               | 2:03     |  |
| 13. | «Out Of Control»       | 2:52     |  |
| 14. | «Son of a Copper»      | 2:39     |  |
| 15. | «I Believe in Anarchy» | 2:03     |  |
| 16. | «Dogs of War»          | 1:43     |  |
| 17. | «What You Gonna Do»    | 2:18     |  |

## Sencillos
- Barmy Army
- Dogs of War
- Army life

## Personal
- Wattie Buchan - Vocalista
- John Duncan - Guitarra
- Gary McCormack - Bajo
- Dru Stix - Batería